# Glenn Fredly
Glenn Fredly, właśc. Glenn Fredly Deviano Latuihamallo (ur. 30 września 1975 w Dżakarcie, zm. 8 kwietnia 2020 tamże) – indonezyjski piosenkarz, aktor i producent.
Pochodził z Moluków. Karierę wokalną zaczynał w 1995 roku, kiedy to został członkiem grupy Funk Section.
Jego debiutancki album solowy pt. Glenn zawierał osiem utworów. W 2000 roku ukazał się jego drugi album, zatytułowany Kembali, a zawarte na nim piosenki „Salam Bagi Sahabat” i „Kasih Putih” zyskały dużą popularność. Album Selamat Pagi, Dunia (2003) również spotkał się z pozytywnym odbiorem. W 2001 roku otrzymał AMI (Anugerah Musik Indonesia) za najlepszy utwór muzyczny i dla najlepszego piosenkarza w kategorii muzyki R&B.

## Twórczość
Albumy
- Glenn (1998)
- Kembali (2000)
- Selamat Pagi, Dunia (2003)
- Selamat Pagi, Dunia (2004)
- OST Cinta Silver (2005)
- Aku dan Wanita (2006)
- Terang (2006)
- Happy Sunday (2007)
- Private Collection (2008)
- Lovevolution (2010)
- Luka, Cinta & Merdeka (2012)
- Romansa ke Masa Depan (2019)

Filmy (współproducent bądź aktor)
- ? (2011)
- Cahaya Dari Timur: Beta Maluku, „Lights from the East: I am Maluku” (2014)
- Filosofi Kopi (2015)
- Surat dari Praha, „Listy z Pragi” (2016)
- Pretty Boys (2019)